# Enkhsaikhany Delgermaa
Enkhsaikhany Delgermaa (1999) è una lottatrice mongola, specializzata nella lotta libera.

## Palmarès
- Campionati asiatici

New Delhi 2020: bronzo nei 68 kg.
Almaty 2021: argento nei 68 kg.
Ulaanbaatar 2022: bronzo nei 68 kg.